# Гаррі Ліск
Гаррі Ліск (англ. Harry Leask; нар. 16 жовтня 1995) — британський веслувальник, срібний призер Олімпійських ігор 2020 року.

## Виступи на Олімпіадах
| Олімпіада  | Дисципліна     | Місце |
| ---------- | -------------- | ----- |
| Токіо 2020 | парні четвірки | 2     |

## Зовнішні посилання
- Гаррі Ліск [Архівовано 28 липня 2021 у Wayback Machine.] на сайті FISA.

1. 1 2 3  Harry Leask
2. ↑  https://www.olympedia.org/athletes/143172